# Фурсенко Микола Іванович
Фурсенко Микола Іванович (рос. Фурсенко Николай Иванович; нар. 2 січня 1948, Фурси, Білоцерківський район, Київська область) — радянський і український військовий, Голова Всеукраїнської асоціації сільських і селищних рад, Голова Фурсівської сільської ради Білоцерківського району Київської області.

## Життєпис
Закінчив Київський національний університет імені Тараса Шевченка (1971).
Випускник української програми Гарвардського інститут державного управління ім. Джона Ф. Кеннеді (1999).
1971—2000 служба у Збройних Силах СРСР та України, від командира окремого протитанкового взводу, військового комісара м. Чернігів до заступника начальника Головного організаційно-мобілізаційного управління Генерального Штабу ЗСУ. Ліквідатор аварії на Чорнобильській АЕС.
З 2000 року Голова Фурсівської сільської ради Білоцерківського району Київської області.

## Відзнаки та нагороди
- Орден «За службу Батьківщині в Збройних Силах СРСР» ІІІ ст.,
- «За заслуги» ІІІ ст.,
- Почесна відзнака Президента України «За військову службу Україні»,
- медалі,
- Почесна Грамота та Грамота Верховна Рада України,
- Подяка Прем'єр-міністра України. Багаторазовий лауреат премії «Ділова Київщина», неодноразово відзначений Головою Київської обласної ради та Київської обласної державної адміністрації.
- Відзнака Президента України — ювілейна медаль «25 років незалежності України» (2016).[2]

Автор ряду наукових праць із розбудови Міністерства оборони України та розвитку соціально-економічної результативності сільських територій.